# Jegroman
En jegroman er en roman, der helt og holdent er fortalt i førsteperson, altså skrevet som var det en fiktiv person, der fortalte den. Det er en meget almindeligt forekommende romanform, både blandt ældre og nyere romaner.